# Sint-Firminuskerk (Saint-Firmin-lès-Crotoy)
De Sint-Firminuskerk (Frans: Église Saint-Firmin) is de parochiekerk van de tot de in het Franse departement Somme gelegen gemeente Le Crotoy behorende plaats Saint-Firmin-lès-Crotoy.

## Geschiedenis
Het bestaan van een kerk op deze plaats werd voor het eerst vermeld in 1197. Een aquarel van 1850 toont de kerk in zijn toenmalige staat, alvorens er een ingrijpende verbouwing plaatsvond op het einde van de 19e eeuw. Daarbij werd het romaanse schip door een bakstenen neogotisch schip vervangen, waarvan het dak op dezelfde hoogte kwam als het koor, dat vroeger hoger was als het schip.

## Gebouw
De kerk heeft een zware voorgebouwde toren die bekroond wordt door een helmdak. Het zandstenen deel van de toren is vermoedelijk 16e-eeuws en deze bevat een klok van 1519. In de kerk vindt men nog 18e-eeuwse grafstenen. De glas-in-loodramen zijn van omstreeks 1870.